# Universidad Grande Río
La Universidad Grande Río o Universidade do Grande Rio en portugués, conocida con el acrónimo Unigranrio, es una universidad privada brasileña oriunda de la antigua AFE (Asociación Fluminense de Educación), con campus localizados en el municipio de Duque de Caxias y en el barrio de Barra da Tijuca, en el municipio de Río de Janeiro.

## Historia
La historia de la Unigranrio comenzó en 1970. Ese año el profesor José de Souza Herdy creó la Asociación Fluminense de Educación (AFE), entidad responsable de las hasta entonces Faculdades Unidas Grande Rio. 
En 1972, fueron implantados los primeros cursos superiores – Ciencias Contables y Administración. Los cursos de Pedagogía y Letras comenzaron a funcionar el año siguiente, siendo creado, en 1974, el Centro Educacional de Duque de Caxias (CEDUC) para actuar como Colegio de Aplicación.
La década de 1980 registró la creación de los primeros cursos del área de Salud — Odontología, Enfermería y Farmacia —, seguidos de los cursos de Ciencias Biológicas, Matemática y Química.
Con el fallecimiento de José Herdy, asumió la dirección general de la institución su hijo, Arody Cordeiro Herdy, que coordinó todo el proceso de reconocimiento de las Faculdades Unidas Grande Rio como Universidad privada, ocurrido en 1994. Surgen entonces los cursos de Derecho, Informática y Secretariado Ejecutivo. En 1995, vinieron a sumarse a este elenco los estudios de Medicina Veterinaria y la habilitación Portugués-Español para el curso de Letras. Los años 90 registraron también la creación de los cursos de Medicina y Fisioterapia.

### Años 2000
Durante la década del 2000, la Unigranrio creó los cursos de Educación Física, Servicio Social y Nutrición, y las licenciaturas en Educación Artística (Artes Visuales) e Historia, además de cursos superiores de Tecnología.
Posee también cursos de posgrado lato sensu, MBAs con asociaciones internacionales, cursos de extensión y cursos de máster, además de un Colegio de Aplicación para enseñanza media y escuela de idiomas.
Actualmente cuenta con cuatro Campus: Jardim 25 de Agosto (en Duque de Caxias), Lapa (en la ciudad de Río de Janeiro), Silva Jardim y Magé, además de 8 unidades: Río de Janeiro - Barra da Tijuca, Campos dos Goytacazes, Río de Janeiro - Carioca Shopping, Duque de Caxias - COCA (Colegio Casimiro de Abreu), Duque de Caxias - Ely Combat (Colegio Duque de Caxias), Macaé, Duque de Caxias - Santa Cruz da Serra y São João de Meriti. El Curso de Medicina es uno de los más demandados entre las universidades privadas del estado de Río de Janeiro. En 2009, la Unigranrio conquistó el título de la segunda mejor universidad privada del estado de Río de Janeiro, aunque no figura aún en los rankings nacionales.